# Parti réformiste social chrétien
Le Parti réformiste social chrétien (Partido Reformista Social Cristiano, PRSC) est un parti politique de la République dominicaine fondé entre autres par Joaquín Balaguer.
Il hérite également en grande partie de la rhétorique nationaliste, anti-communiste et anti-Haïtienne du mentor politique de Balaguer, Rafaël Leónidas Trujillo son Partido Dominicano.
Certains des fondateurs et des chefs du PRSC étaient à l'origine des hommes d'affaires catholiques qui se sont opposés aux tendances communistes et sociales démocrates de Juan Bosch et José Francisco Peña Gómez, du Parti révolutionnaire dominicain et du Parti de la libération dominicaine. 
Cependant, comme cela est le cas pour la plupart des partis politiques en République dominicaine, le parti demeure populiste. Au niveau international, il est membre de l'Union démocrate internationale.
Aux élections législatives du 16 mai 2002, le parti a remporté 24,3 % des voix, soit 36 des 150 sièges à la Chambre des députés et 1 sur 31 sièges au Sénat.
Son candidat à l'élection présidentielle de la République dominicaine du 16 mai 2004, Eduardo Estrella, a remporté 8,6 % des voix pour finir en troisième position.